# 第21回シンガポール国際映画祭
第21回シンガポール国際映画祭は、2008年4月4日から4月14日までシンガポールのシンガポール国立博物館で開催された。
オープニング作品はウェイン・ワン（Wayne Wang）の『The Princess of Nebraska』。
クロージング作品はデレク・チウ（Derek Chiu Sung Kee）の『Road To Dawn』。

## 受賞結果
- Best Asian Feature Film Category
  - 最優秀賞（Best Film Award）：Slingshot（ブリランテ・メンドーサ Brillante Mendoza）
  - 審査員特別賞（Special Jury Award）：Out of Coverage（Abellatif Abdelhamid）
  - 監督賞（Best Director Award）：ブリランテ・メンドーサ Brillante Mendoza（Slingshot）
  - 俳優賞（Best Performance Award）：Inessa Kislova（Swift）
  - 国際批評家連盟賞（NETPAC Award）：Slingshot（ブリランテ・メンドーサ Brillante Mendoza）
- Best Singapore Short Film Category
  - 最優秀賞（Best Film Award）：ケルアー・バリス Keluar Baris（ブー・ジュンフェン Boo Junfeng）
  - 審査員特別賞（Special Jury Award）：Wet Seasons（マイケル・テイ Michael Tay）
  - 特別功労賞（Special Achievement Award）：My Home, My Heaven（Muhammad Eysham）
  - 撮影賞（Best Cinematography）：Sharon Loh（ケルアー・バリス Keluar Baris）
  - 俳優賞（Best Performance）：Magdalene Tan（Silent Girls）

## 審査員
- Wu Tianming（中国/監督）
- Khadija Al-Salami（イエメン/監督）
- Dustin Nguyen（アメリカ/俳優）
- Nicholas Saputra（インドネシア/俳優）
- Low Hwee Ling（シンガポール/Assistant Editor, Infinite Frameworks）
- Anderson Le（ハワイ国際映画祭ディレクター）
- Andreas Ungerbock（雑誌編集者）
- Melanie Oliveiro（シンガポール/Senior Producer/Presenter, Mediacorp Radio）

## エピソード
- 周防正行監督の「それでもボクはやってない」が参加。
- 廣木隆一監督の「縛師（ばくし）」は映画検閲委員会の審査に通らなかった。